# Turboclair
Le Turboclair est un système de dissipation du brouillard développé dans les années 1960 et 1970 par la société Bertin & Cie, en collaboration avec Aéroport de Paris, pour améliorer la sécurité et la régularité des opérations aériennes en conditions de visibilité réduite. Ce dispositif  repose sur l’utilisation de turboréacteurs installés le long des pistes, qui génèrent des flux d’air chaud et cinétique, permettant de disperser les gouttelettes d’eau responsables de la formation du brouillard. Testé à grande échelle sur les aéroports d’Orly et de Roissy-Charles de Gaulle, le Turboclair a été conçu pour garantir des conditions optimales de dénébulation sur les pistes. Cependant, en raison de son coût élevé en carburant et de la crise énergétique des années 1980, son utilisation a été progressivement abandonnée.

## Historique
À la fin des années 1950, Le développement de l’aviation commerciale et l’augmentation du trafic aérien avaient révélé la nécessité de dispositifs capables de dissiper le brouillard sur les pistes, essentiels pour garantir la sécurité des vols et la régularité des opérations. En France, l'entreprise Aéroport de Paris a entrepris des recherches visant à développer des solutions thermiques pour lutter contre les brouillards dits "chauds". Le système d'atterrissage automatique par radioguidage, bien qu'exploité dans des aéroports tels qu'Orly et plus tard Charles de Gaulle, n'était utilisé que par un nombre limité d'avions passant par ces aéroports. Ce système, adopté en 1949 par l'Organisation de l'aviation civile internationale, n'était pas intégré en série sur la plupart des avions opérant au début des années 1960. Son coût élevé ne se justifiait que pour les aéronefs opérant régulièrement sur des infrastructures équipées de dispositifs complémentaires de radioguidage au sol. Ces systèmes, malgré leur fiabilité, ne permettaient pas aux avions, après atterrissage, de se déplacer jusqu'à l'aérogare en cas de visibilité nulle. La mise en œuvre de stratégies visant à dissiper directement le brouillard s'avérait alors plus judicieuse que l'utilisation des systèmes d'atterrissage aux instruments.
Plusieurs systèmes avaient été envisagés et développés par Aéroport de Paris pour résoudre ce problème, mais aucun n’avait abouti à une solution satisfaisante. En 1958, l'entreprise Bertin & Cie proposa le système Turboclair, constitué de turboréacteurs réformés capables d'injecter des gaz chauds à grande vitesse combinant un effet thermique pour évaporer les gouttelettes d’eau et un effet cinétique pour disperser le brouillard. Il visait à dénébuler les zones critiques de l’atterrissage, notamment la fin de la trajectoire ILS, afin d’assurer une visibilité suffisante pour une approche et un freinage en toute sécurité. Ce projet a bénéficié  soutien de l'établissement public Aéroport de Paris, de la Délégation générale à la recherche scientifique et technique, de la Compagnie nationale Air France, ainsi que de l'armée de l'air.

### Développement
Le procédé Turboclair a fait l'objet d'une série d'essais approfondis, débutant par des tests sur maquette en laboratoire, suivis d'expérimentations par éléments séparés, puis en configurations de fonctionnement sur piste. Ces essais se sont ensuite poursuivis avec l'évaluation du système en configuration complète. Ces expérimentations ont permis d'établir les paramètres optimaux pour l'installation et l'exploitation des turboréacteurs, en tenant compte des différentes conditions de brouillard, de vent et de température. Les études ont défini les espacements idéaux entre les turboréacteurs, leur inclinaison par rapport au sol, leur orientation ainsi que les régimes de fonctionnement nécessaires pour assurer une dissipation efficace du brouillard. Les phases de recherche et d'expérimentation, incluant des essais, ont été menées sur plusieurs sites, notamment sur l'aéroport  d'Orly en 1958, l'aérodrome de Melun-Villaroche en 1961 et à la base aérienne de Mont-de-Marsan en 1962,. Afin d’évaluer la réaction des aéronefs dans l’environnement d’air réchauffé produit par le système Turboclair, des essais en conditions réelles ont été menés. Ces expérimentations comprenaient des survols, des manœuvres de posé-décollé ainsi que des atterrissages complets, réalisés au sein du volume d’air correspondant à une installation de dénébulation à l’échelle d’une piste entière. En raison de l’importante dispersion effectuée, la vitesse de l’air chaud atteignant la piste était relativement modérée. L’examen des turbulences engendrées a révélé qu’elles restaient dans des seuils tolérables pour les avions. En parallèle, en 1960 Aéroport de Paris réalisait sur l'aéroport d'Orly les essais d'un système de dissipation des brouillards à température négative, utilisant la pulvérisation de propane dans l'air au niveau des pistes, une méthode qui a démontré son efficacité. Toutefois, les brouillards froids ne constituent qu'une proportion réduite des cas de brouillard impactant les pistes de l'aéroport. En 1965, une station d'essais du Turboclair est implantée à l'aéroport d'Orly, à l'extrémité de la piste 4, alors en cours de construction. Cette piste a été mise en service l'année suivante, en 1966. Les essais et le développement du procédé Turboclair se sont étendus sur une période d'environ dix ans, culminant en 1970 avec l'installation et la réception par Aéroport de Paris de la première infrastructure fixe de dénébulation à l'aéroport d'Orly.

### Mise en service
En 1970, la première installation experimentale fixe du système Turboclair a été mise en place à l'aéroport d'Orly. Ce premier dispositif de dissipation du brouillard repose sur huit turboréacteurs, installés dans des fosses enterrées à 70 mètres sur la droite de la piste 07. L'installation du côté droit de la piste 07 a été adoptée afin de pouvoir fonctionner même avec les vents de Sud - Sud-Est, les plus fréquemment rencontrés sur cette piste. Conçu initialement pour assurer une dissipation totale du brouillard dans la zone d'atterrissage ainsi que dans la zone de roulage préliminaire, cette première installation est testée pendant l'hiver 1970, 1971. À la suite de cette phase d'essai l'installation est complète par quatre turboréacteurs supplémentaire en 1972. L'installation comprend alors 12 turboréacteurs enterrés dans des fosses en béton, alignés parallèlement à la piste. Espacés de 65 à 130 mètres, ces réacteurs couvrent une zone de 1 000 m de piste, incluant 170 mètres avant et 800 mètres après le seuil décalé. À la suite des campagnes d'essais concluantes menées à Orly, Aéroport de Paris a décidé d'équiper la piste 1 du futur aéroport de Roissy, encore en construction, d'une installation Turboclair similaire. Entre 1972 et 1974, le système Turboclair a été testé dans une phase semi-opérationnelle à l'aéroport d'Orly. Ces essais ont été réalisés en collaboration avec les compagnies Air France et Air Inter, qui étaient les seules autorisées à effectuer des atterrissages dans les conditions générées par le système Turboclair. Les essais se sont déroulées exclusivement par temps de brouillard, supervisés par des représentants de la Direction des Transports Aériens. Parallèlement, des mesures détaillées de visibilité au sol ont été réalisées pour évaluer l’efficacité du système. À la suite des essais réalisés en 1974 à l'aéroport d'Orly, le système Turboclair a été homologué et déclaré opérationnel. Il a été mis à disposition de toutes les compagnies aériennes en faisant la demande, non seulement à Orly mais également à l'aéroport de Roissy-Charles de Gaulle, inauguré et ouvert au public la même année. L'installation mise en place à l'aéroport de Roissy présente des différences par rapport à celle d'Orly, notamment par l'ajout de 13 réacteurs disposés avec un espacement plus important. En 1974, l'installation d'Orly a été modifiée pour inclure 2 turboréacteurs supplémentaires portant le nombre total à 14, permettant ainsi de couvrir une longueur de piste étendue à 1 300 mètres.

### Fin de service
Le système Turboclair présentait certains inconvénients, notamment le bruit et une consommation de carburant élevé. En raison de la crise pétrolière des années 1980, l'utilisation du système a été progressivement abandonnée. Par la suite, les réacteurs ont été démontés et les fosses qui les hébergeaient ont été comblées.

## Principe de fonctionnement
Le Turboclair est système de dissipateur de brouillard dit "chaud". C'est un dispositif conçu pour améliorer la visibilité dans les conditions de brouillard positif, où les gouttelettes d'eau sont à une température supérieure au point de congélation. Contrairement aux brouillards froids, ces gouttelettes ne peuvent pas être éliminées par congélation, ce qui rend inefficace l'utilisation de techniques comme la pulvérisation de propane. La solution repose alors sur le réchauffement de l'air ambiant afin de provoquer l'évaporation des gouttelettes d'eau.
Le Turboclair fonctionne grâce à un mécanisme thermocinétique qui diffuse des gaz chauds au-dessus des pistes d’atterrissage, augmentant localement la température de l’air de quelques degrés Celsius, ce qui permet de vaporiser les gouttelettes d’eau présentes dans l’atmosphère et ainsi d’inverser le processus de formation du brouillard. Ces gaz chauds, générés par des turboréacteurs réformés issus de l’aéronautique, produisent à la fois l’énergie thermique nécessaire au réchauffement de l’air et l’énergie cinétique indispensable à une diffusion homogène. Émis horizontalement à grande vitesse, les gaz restent proches du sol sur une distance significative avant que les forces thermiques ascendantes ne dominent, formant alors une "cheminée" d’air chaud inclinée selon les conditions de vent, garantissant une dispersion efficace sur la zone ciblée,.

## Description du système

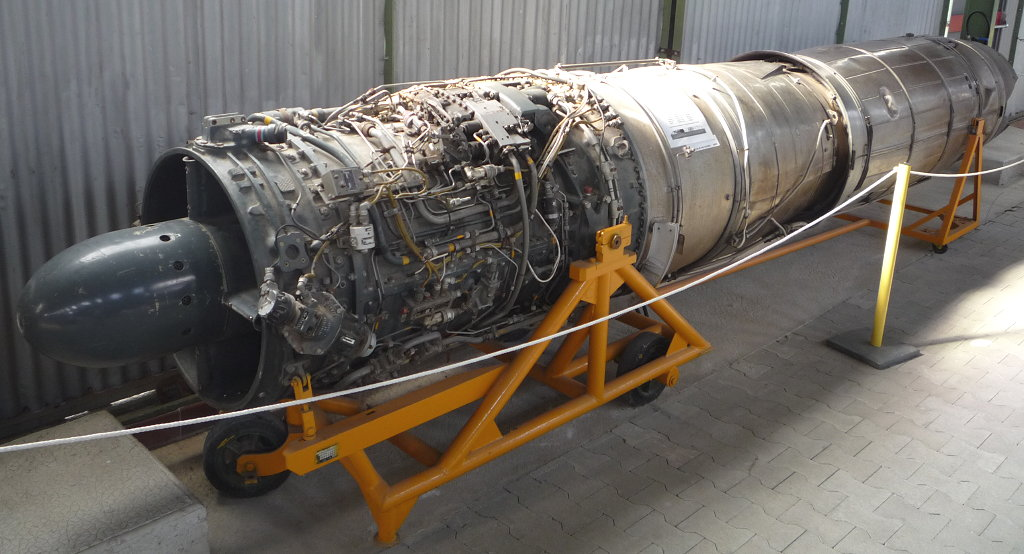
Turboréacteur SNECMA Atar 101 utilisé pour le système Turboclair

Le système Turboclair, repose sur l’utilisation de turboréacteurs couplés à des dispositifs de diffusion d’air chaud. Chaque turboréacteur alimente un ensemble de tuyères de dilution, qui orientent les gaz chauds vers des grilles de soufflage spécifiquement conçues. Ces grilles, équipées de flasques verticales frangibles, permettent une diffusion optimale du flux chaud en largeur et en hauteur au-dessus de la piste. Les fosses, où sont installés les turboréacteurs, sont inclinées selon un angle variant entre 15° et 40° par rapport à l’axe de la piste, en fonction de leur position. L’orientation du flux d’air chaud peut être ajustée dynamiquement dans une plage de 100° à 170°, selon la direction et la vitesse des vents au sol, pour garantir une efficacité maximale. L’intégralité de l’installation est enterrée, à l’exception des flasques, et protégée par des dalles capables de supporter des charges allant jusqu’à 500 tonnes. Les turboréacteurs utilisés sont des modèles SNECMA ATAR 101 D, reconvertis de leur usage aéronautique. Ces moteurs, capables de produire une poussée de 2 600 kg, fonctionnent à une vitesse de rotation allant jusqu’à 8 150 tours par minute. Des efforts ont été réalisés pour contenir le bruit généré par le système grâce à des techniques de réduction sonore. Les hautes fréquences sont absorbées par des isolants acoustiques, tandis que les basses fréquences sont atténuées à l’aide de résonateurs accordés sur des fréquences spécifiques. Le système est supervisé depuis un point de contrôle centralisé. Le démarrage des turboréacteurs nécessite environ six minutes pour atteindre un régime de ralenti de 3 000 tours par minute, à partir duquel il est possible de passer au régime maximum en 40 secondes. Une fois à pleine puissance, la dénébulation complète de la zone concernée est réalisée en environ 90 secondes. Après cessation de l’activité, le flux d’air se stabilise en une trentaine de secondes, éliminant tout effet de turbulence.